# Tutto il meglio dei Matia Bazar
Tutto il meglio dei Matia Bazar è la settima raccolta dei Matia Bazar, pubblicata su CD dalla Virgin Dischi (catalogo 243 8 41405 2) nel 1996.

## Descrizione
Raccolta ufficiale che festeggia il 20º anniversario di attività del gruppo. Contiene tutti i classici di successo della precedente produzione rimasterizzati per l'occasione.
La voce solista di tutti i brani è Antonella Ruggiero.
Nessun inedito, né singolo estratto.

## Tracce
L'anno indicato è quello di pubblicazione dell'album che contiene il brano.
CD
1. Mister Mandarino – 3:38 (testo: Aldo Stellita – musica: Piero Cassano, Carlo Marrale) – 1978
2. Per un'ora d'amore (versione album) – 3:56 (testo: Giovanni Belfiore, Aldo Stellita – musica: Piero Cassano, Carlo Marrale) – 1976
3. Solo tu – 3:27 (testo: Aldo Stellita – musica: Piero Cassano, Carlo Marrale) – 1977
4. Vacanze romane – 4:13 (testo: Giancarlo Golzi – musica: Carlo Marrale) – 1983
5. Ti sento – 4:13 (testo: Aldo Stellita – musica: Sergio Cossu, Carlo Marrale) – 1985
6. Stasera che sera – 3:22 (testo: Aldo Stellita – musica: Piero Cassano, Carlo Marrale) – 1975
7. Cavallo bianco (versione album) – 4:57 (testo: Giovanni Belfiore, Aldo Stellita – musica: Piero Cassano, Carlo Marrale) – 1976
8. Tu semplicità – 4:15 (testo: Giancarlo Golzi, Aldo Stellita – musica: Antonella Ruggiero, Piero Cassano, Carlo Marrale) – 1978
9. Matia Bazar con Enzo Jannacci – Elettrochoc – 4:47 (testo: Giancarlo Golzi – musica: Carlo Marrale) – 1983
10. C'è tutto un mondo intorno – 4:19 (testo: Giancarlo Golzi, Aldo Stellita – musica: Antonella Ruggiero, Piero Cassano, Carlo Marrale) – 1979
11. E dirsi ciao – 4:47 (testo: Giancarlo Golzi, Aldo Stellita – musica: Antonella Ruggiero, Piero Cassano, Carlo Marrale) – 1978
12. Souvenir (versione album) – 4:34 (testo: Aldo Stellita – musica: Sergio Cossu, Carlo Marrale) – 1985
13. Aristocratica – 4:54 (testo: Aldo Stellita – musica: Carlo Marrale) – 1984
14. Il video sono io – 3:54 (testo: Giancarlo Golzi – musica: Antonella Ruggiero) – 1983
15. Angelina – 4:51 (testo: Aldo Stellita – musica: Antonella Ruggiero, Carlo Marrale) – 1985
16. Fuori orario – 4:47 (testo: Giancarlo Golzi, Aldo Stellita – musica: Antonella Ruggiero, Carlo Marrale) – 1982

Bonus track
1. Fantasia – 4:11 (testo: Giancarlo Golzi, Aldo Stellita – musica: Antonella Ruggiero, Carlo Marrale) – 1982

## Formazione
- Antonella Ruggiero - voce solista; percussioni (9,10,14,16,17)
- Sergio Cossu (5,12,13,15), Mauro Sabbione (4,9,14,16,17) - tastiere
- Piero Cassano - tastiere (1-3,6-8,10,11), voce (1-3,7,8,10,11), chitarra (1-3,7,8,11)
- Carlo Marrale - chitarre, voce
- Aldo Stellita - basso
- Giancarlo Golzi - batteria (escluso Stasera che sera)